# Tekapo Canal
Der Tekapo Canal, manchmal auch Tekapo-Pukaki Canal genannt, ist ein rund 22 km langer Kanal in der Region Canterbury auf der Südinsel von Neuseeland, der das zur Energiegewinnung genutzte Wasser des Lake Tekapo vom Wasserkraftwerk Tekapo A zu dem weiter südwestlich liegenden Wasserkraftwerk Tekapo B leitet.

## Geographie
Der Tekapo Canal beginnt am Wasserkraftwerk Tekapo A, verläuft zunächst wenige Kilometer in südliche Richtung und biegt dann nach Westen ab, kreuzt nach insgesamt 12 km den New Zealand State Highway 8 und endet dann nach einem südlichen Schwenk in einem 300 m × 400 m großen Sammelbecken, von dem aus rund 1,2 km lange Druckrohrleitungen zum Wasserkraftwerk Tekapo B führen.
Auf seinem Weg überbrückt der Kanal, der zwischen rund 25 m und 35 m Breite variiert und eine durchschnittliche Tiefe von 5,3 m hat, einige natürliche Wasserläufe wie den Fork Stream, den Mary Burn und den Irishman Creek, deren Wasser durch unter dem Kanal verlegte Rohre nach Süden zu ihren natürlichen Flussverläufen weitergeleitet wird. Die Landschaft, die der Kanal durchläuft, wurde nach dem Irishman Creek benannt. Eine kleine Siedlung liegt 2 km westlich des State Highway 8 und direkt nördlich des Kanals.

## Beschreibung und Geschichte
Der Tekapo Canal ist kein stehendes Gewässer im Sinne eines Schifffahrtskanals. Der Kanal wurde 1970 zur Durchleitung des Wassers für die Energiegewinnung gebaut und ist auf einen maximalen Durchfluss von 130 m³ pro Sekunde ausgelegt.
Im Jahr 2008 bereitete der Kanal dem damaligen Besitzer Meridian Energy arge Probleme, da der Kanal an verschiedenen Stellen abgesackt war. Die Ursache hierfür vermutete man bei undichten Stellen, die auf die Tunnelung der kleinen Bäche zurückzuführen waren, die den Kanal kreuzen. Dies sollte Kosten in Millionen Höhe verursachen, wie seinerzeit die Otago Daily Times berichtete.
Im Juni 2011 wechselte der Kanal zusammen mit den beiden Kraftwerken den Besitzer und wurde an Genesis Energy verkauft. Unter Zuhilfenahme europäischer Spezialisten begann Genesis Energy schließlich im September 2012 mit der Sanierung des Kanals. Im Sommer 2013 und Sommer 2014 wurden mehrere Teilstücke des Kanals mit einer PVC-Folie ausgekleidet und damit abgedichtet. Alleine die Reparatur des 5 km langen Teilstücks von 2013 kostete dem Unternehmen 150 Millionen NZ$.
Um den Damm des Kanals nicht weiter zu gefährden, wurde der Weg entlang des Damms für den Kraftfahrzeugverkehr gesperrt und nur noch für Wanderer und Radfahrer freigegeben.

## Weitere Nutzung
Der Kanal wird, neben den beliebten Wander- und Radtouren auf seiner Dammkrone, für die Fischzucht genutzt. 1995 begann die Firma Southern Sockeye Salmon eine Fischfarm in dem Kanal einzurichten und rühmte sich seinerzeit damit, die mit 677 m am höchsten liegende Forellenfischfarm der Welt zu sein. Momentan befinden sich die Fischfarmen im unteren Drittel des Kanals.